# Monospace

Een proportioneel lettertype (boven, niet alle tekens zijn even breed) en een niet-proportioneel (monospace) lettertype (onder, met gelijke tekenbreedte).

Monospace is een term die gebruikt wordt voor niet-proportionele lettertypen, waarvan elke karakter en de spatie dezelfde breedte hebben. Voor de meeste lettertypen geldt dit niet en zullen bijvoorbeeld de w en de m meer plaats innemen dan de i.
Een monospace-lettertype is onder meer nodig voor het maken en bekijken van een met spaties in platte tekst geformatteerde tabel, en voor ASCII-art.
Monospace-lettertypen worden verder onder meer gebruikt voor het maken en bekijken van programmeercode. De meeste typemachines gebruiken ook monospace-lettertypen.
Voorbeelden van monospace-lettertypen zijn Courier, Lucida Console,  Monaco en Prestige Elite. Er is ook een monospace-lettertype genaamd Monospace.